# حرب شابا الثانية

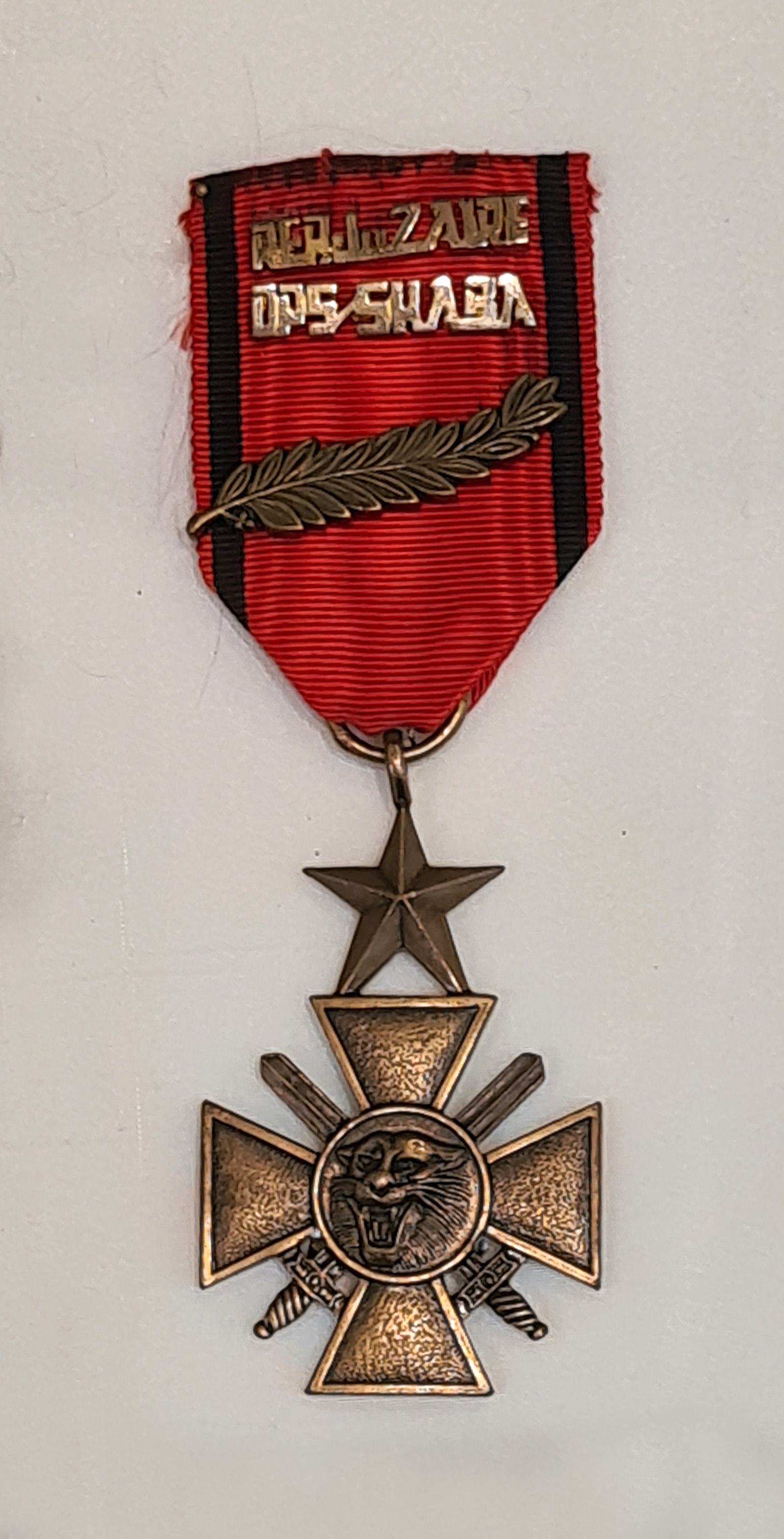
صليب الشجاعة من جمهورية زائير مُنح للعريف غوستاف هولر في الفرقة الثانية بعد معركة كولويزي في مايو 1978 بالبرونزية.

حرب شابا الثانية كانت صراعًا قصيرًا دار في مقاطعة شابا الزائيرية (كاتانجا حاليًا) عام 1978. اندلع الصراع في 11 مايو 1978 بعد أن عبر 6500 متمرد من الجبهة الوطنية لتحرير الكونغو (FNLC)، وهي ميليشيا انفصالية كاتانجية، الحدود من أنغولا إلى زائير في محاولة لتحقيق انفصال المقاطعة عن نظام موبوتو سيسي سيكو الزائيري. استولت الجبهة الوطنية لتحرير الكونغو على مدينة كولويزي التعدينية المهمة.